# Расстрел в Кормиста
Расстрел в Кормиста (греч.  Η εκτέλεση στην Κορμίστα) — расстрел 101 человек греческого гражданского населения (по другим данным 130 человек, совершённый болгарской армией 1 октября 1941 года в селе Кормиста, Центральная Македония, во время тройной, германо-итало-болгарской, оккупации Греции, в годы Второй мировой войны. 
Упоминается также как Резня в Кормиста (греч.  Σφαγή της Κορμίστας).
Один из наиболее известных массовых расстрелов совершённых болгарской армией на территории оккупированных ею Восточной и Центральной Македонии в ходе подавления Драмского восстания греческого населения региона.

## Кормиста
Село Кормиста находится в регионе Центральная Македония, Серре, недалеко от древнего Амфиполя, в чей муниципалитет оно включено на сегодняшний день.
Село расположено на высоте 300 метров над уровнем моря, в предгории горы Пангеон, под монастырём Богородицы Икосифинисса.
Село впервые упоминается в грамоте 1351 года.
В болгарских этнографических исследованиях о населении Македонии указывается, что до конца XIX начала XX веков село населялось в основном греками, при наличии также мусульманского населения или исключительно греками, что следует учесть на фоне попытки болгаризации региона в ходе его оккупации болгарскими войсками в 1941 – 1944 годах.
Кроме коренных греческих македонян, в селе после 1922 года проживали также беженцы Малоазийской катастрофы

## Борьба населения Восточной и Центральной Македонии против болгарских оккупантов
В ходе немецкого вторжения в Грецию в апреле 1941 года союзные немцам болгарские войска оставались в резерве.
С началом оккупации Греции, страна была разделена на 3 зоны — немецкую, итальянскую и болгарскую.
Болгарские войска заняли греческие территории Македонии и Западной Фракии с 21 апреля, освобождая таким образом немецкие войска перед началом их нападения на СССР.
Особенностью болгарской зоны было то, что болгары объявили её территорией Болгарии, осуществляя свои давние претензии на Македонию и Западную Фракию.
В рамках политики болгаризации региона, греческие церкви и монастыри подверглись ограблению, священники были изгнаны и взамен были привезены болгарские священники, греческие школы были закрыты и взамен были открыты болгарские школы, употребление болгарского языка стало обязательным. Имена городов, сёл и улиц были заменены на болгарские. Население отказывающееся признавать себя болгарами было обложено тяжёлыми налогами. Греческим врачам, юристам и аптекарям запрещалось вести свою профессию.
Болгарская зона приобрела печальную славу самой кровавой в оккупированной Греции.
Размах зверств и террора болгарских оккупантов был таким, что наблюдался беспрецедентный исход греческого населения Восточной Македонии и Фракии из болгарской зоны оккупации в немецкую. Эти события получили отражение в романе «Эксодос» (Исход) греческого писателя И. Венезиса.
Создавшаяся обстановка не оставила безучастными греческих коммунистов.
В документах Греческого Сопротивления речь идёт о «свящённой ненависти греческого народа против болгарских захватчиков».
Решение греческих коммунистов о начале вооружённой борьбы ставило целью борьбу против оккупантов, а также оказание косвенной помощи СССР, который подвергся нападению 22 июня.
Уже 10 июля был создан первый партизанский отряд имени «Одиссеас Андруцос» в районе города Нигрита, под командованием Т. Гениоса (Лассаниса).
В августе в регионе Килкиса был создан отряд имени «Афанасия Дьяка», под командованием капитана Петроса, а в горах Лекани (Чал Даг) отряд под командованием М. Георгиадиса (Спартака) и П. Пастурмадзиса (Кицоса).
15 сентября в селе Илиокоми состоялась сходка Македонского бюро партии, с участием первого секретаря бюро П. Дракоса (Барбас), второго секретаря А. Дзаниса, секретарей парторганизаций Кавалы Т. Крокоса (Михалис),  Драмы П. Хамалидиса (Алекос), Нигриты М. Пасхалидиса (Григорис), Л. Мазаракиса и др.
Было принято решение о создании большого числа партизанских отрядов, но не о восстании.
Предложение о массовом восстании было обсуждено на заседаниях местных организаций партии. Были высказаны сомнения о начале немедленного военного выступления.
Были высказаны соображения о том, что восстание будет преждевременным, что надо постепенно увеличивать партизанские силы и планировать свои действия в соответствии с ходом войны.
Однако вскоре, решение о восстании было принято на уровне парторганизации Драмы её секретарём Хамалидисом заявившим: «Такое широкое всенародное революционное движение невозможно скрыть. Знают или нет об этом болгары, восстание произойдёт и мы удивим не только Грецию но и весь мир.».
Решение о начале восстания было принято 26 сентября на партийной сходке в Драме, на которой, кроме Хамалидиса, не принимали участия остальные члены Македонского бюро.

## Драмское восстание

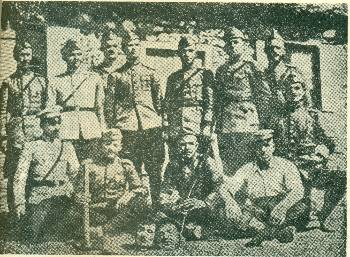
Болгарские военные фотографируются демонстрируя отрубленные головы греческих повстанцев после Драмского восстания. Сентябрь 1941 года

Сигналом начала восстания стала атака вечером 28 сентября на электростанцию в Аркадико Драмы.
Был атакован также лагерь болгарского Корпуса снабжения и железнодорожная станция Драмы, но в силу плохой организации и малого числа атакующих их атаки были отражены.
В тот же вечер были атакованы станции болгарской жандармерии, муниципалитеты и мосты. Болгарские жандармы, старосты и греческие коллаборационисты во многих сёлах нома Драмы были убиты.
Действия партизан и бегство болгарских властей были отмечены также в сёлах номов Серре и Кавала.
Восстание было неожиданным не только для оккупантов, но и для Македонского бюро компартии.
Бюро срочно послало в Илиокоми А. Дзаниса, который заявил жителям: «Не знаю откуда был дан этот приказ о восстании. Если хотите бороться за свободу Греции, следуйте за мной. С тем что вы сделали сегодня, вы дали право оккупантам приступить к резне греческого народа».
С 29 сентября болгары приступили к массовым арестам и расстрелам в Драме и окружающих сёлах, а также в городах и сёлах номов Серре и Кавала.
В общей сложности жертвами террора и резни стали 2.140 человек, из них 1.547 в номе Драма, 483 в номе Серре и 110 в номе Кавала.
Одновременно, 29 сентября на горе Чал Даг собрались около 1.200 повстанцев, вооружённых кто чем и без достаточных боеприпасов и провизии.
Другой проблемой было то, что в горы ушло большое число безоружного населения.
Мобилизовав большие силы армии и жандармерии, с применением артиллерии и авиации, болгары приступили к карательным операциям в Пангео и Чал Даг и ликвидировали партизанские группы нашедшие там убежище.
В период после Гражданской войны в Греции (1946—1949) историками правой политической ориентации были высказаны идеи о том, что Драмское восстание было болгарской провокацией. Согласно этим историкам, болгарские оккупационные власти имели детальную информацию о готовившемся восстании, но дали ему вспыхнуть, дабы приступить к резне греческого населения, с тем чтобы с помощью этнической чистки изменить этническую демографию региона.
Историки левой ориентации признают что восстание было преждевременным, но именуют его героическим.
Историк Н. Георгиадис считает глупостью мысль о сотрудничестве греческих коммунистов с болгарскими фашистами. Но учитывая чрезмерный интернационализм греческих коммунистов, он не исключает того, что они могли быть введены в заблуждение слухами поступавшими от своих болгарских товарищей о возможном, но не состоявшимся, антифашистском выступлении в самой Болгарии.

## «Мятежное село»
Случай с Кормиста характерен для сёл не принимавших прямого участия в восстании, но не избежавших репрессий, что подтверждает мысль сторонников идеи о провокационном характере восстания.
Подпольная ставка Македонского бюро находилась в маленьком селе Мирини соседнего с номом Драмы нома Серре.
Здесь находилось как убежище членов Македонского бюро, так и подпольная типография газет «Элефтериа», «Голос Пангео» и «Партизан».
После подавления Драмского восстания, болгары расширили зону своей резни на соседние серрские сёла Кормиста, Илиокоми, Проти и др.
Кормиста не была в эпицентре восстания но была охарактеризована болгарами «мятежным селом», поскольку, согласно их заявлению, её жители оказали содействие партизанам отступавшим к монастырю Икосифинисса.
29 сентября, группа восставших, на своё пути к горе Пангео, прошла через сёла Неа Амиссос, Кудуниа, Мавролефки, Фотоливадос, изгоняя болгарские власти и уничтожая их архивы. Войдя в Кормисту, группа изгнала болгарских служащих и жандармов, ранив одного из последних.
30 сентября два болгарских самолёта подвергли Кормисту пулемётному обстрелу и бомбардировке. Население в панике покинуло село, и в своём большинстве бежало основном на гору Пангео.

## Расстрел
Утром 1 октября в Кормисту прибыл небольшой отряд болгарской армии, насчитывавший 40 солдат под командованием лейтенанта Велчо Волкова.
Волков получил приказ расстрелять всех мужчин возрастом 16 лет и старше, однако село было практически пустым.
Для достижения своей цели, Волков рашил использовать трёх оставшихся в селе жителей, которые, в силу своего происхождения из Восточной Румелии, знали болгарский язык.
Эти трое жителей (Матакос, Царсамас, Силлавос) были отправлены на Пангео, дабы убедить скрывавшихся там жителей вернуться в село, где им ничего не угрожает и где болгарский офицер просто произнесёт «речь на их благо».
Большинство жителей, не доверяя болгарам остались на горе, однако часть жителей поверила их заверениям.
Колонна вернувшихся в село насчитывала 125 мужчин и подростков, которые сразу по их прибытии были заключены в полуподвальное помещение здания муниципалитета.
Перед заключением им было приказано бросить все свои личные вещи в каски болгарских солдат, а всё было вывалено на одно одеяло.
К 11 часам утра лейтенант Волков решил самоустраниться от расстрела и поручил его своему сержанту. Тот наугад выбрал первых трёх смертников и вывел их из подвала.
Когда раздались пулемётные очереди, смертники осознали что их ожидает, и повторный заход болгарского сержанта в подвал чуть было не кончился для него плачевно – он выбежал оттуда с разбитой губой, но сумел удержать в руках своё оружие.
Будучи не в состоянии контролировать действия смертников, болгары начали расстреливать заключённых из пулемёта через проём двери в полуподвальное помещение и, одновременно, забрасывать его гранатами.
В хаосе криков и крови, один из смертников, Димитрис Харистидис, перехватил в воздухе гранату и бросил её на пулемёт.
Взрыв гранаты у пулемёта и ранение его расчёта создали переполох среди болгар, что позволило бежать части смертников.
В общей сложности бежали 31 человек, многие из которых были раненными. Один из них, Анестис Индзес, прожил до 102 лет (умер в 2016 году) и до конца своей жизни задавался вопросом «зачем столько невинной крови, зачем бесславно были убиты люди, которые ни в чём не были повинны и никого не трогали и единственным обвинением против них было то, что они были гражданами Греции».
Стамулис, ветеран-македономах (борец за воссоединение Македонии с Грецией), вернулся в подземелье спасать своего восемнадцатилетнего сына, и был затем убит вместе с сыном.
Однако болгары вскоре пришли в себя и завершили расстрел. Бойня завершилась в 12:30. Последовала процедура контрольных выстрелов. Спаслись только несколько заваленных трупами окровавленных раненных.
В подземелье было найдено 91 убитых, возрастом от 16 до 70 лет. Кроме того, через несколько дней, из числа раненных, включая бежавших, ещё 10 человек скончались от ран.
Уходя из села болгары спалили 24 дома и ограбили все магазины села.
В последующие два дня, в ходе карательной операции в горах Пангео, осуществлённой двумя болгарскими пехотными батальонами и одной артиллерийской батареей, под общим командованием подполковника И. Бекярова, были убиты ещё два жителя Кормисты.
В последующие месяцы, по обвинению участия в Драмском восстании, были убиты ещё 4 жителя Кормисты.

## Впоследствии
На всём протяжении войны греческое Сопротивление сковывало 10 немецких дивизий в материковой Греции (140 тыс. человек) плюс силы на Крите и других островах, а также 250 тыс. итальянцев (11-я армия (Италия)).
Необходимость освобождения частей для отправки на Восточный и другие фронты вынудила немцев в июле 1943 года дать возможность своим болгарским союзникам расширить зону оккупации в Центральной а также в Западной Македонии.
При этом немецкое командование, осознавая исторически сложившиеся недружественные греко-болгарские отношения (в докладе офицера Вермахта Венде «ненавистные болгары»), отягощённые греческой кровью пролитой болгарами во время Драмского восстания, пыталось успокоить греческого «квислинга» И. Раллиса. Наместник Рейха в оккупированной Греции Гюнтер Альтенбург заявил ему: «Эти меры ни в коем случае не принимаются по политическим причинам, но чисто из военных соображений рационального использования немецких сил, таким образом эта сделка не ставит своей целью нарушить греческое господство в Македонии».
Однако после массовых выступлений по всей стране, немецкие власти осознали, что события ведут к общенациональному взрыву и вовлечению в Сопротивление и антикоммунистических слоёв, отказывавшихся до того сотрудничать с коммунистами.
Расширение болгарской зоны оккупации и высвобождение германских сил были сорваны.
Не пытаясь более высвободить войска за счёт расширения болгарской зоны, немецкое командование было вынуждено перебросить в Грецию части из других европейских стран, в частности из Польши и пыталось частично решить проблему за счёт переброски в Грецию частей немецких штрафников (Штрафная дивизия 999), а также «иностранных» соединений  — таких, как батальон особого назначения «Бергманн», Арабский легион «Свободная Арабия» и др.

## Последние месяцы болгарской оккупации в Македонии и Кормисте
Болгария была одной из трёх стран-оккупантов Греции. Но после вступления советской армии на территорию Болгарии и политических перемен в стране, болгарская армия в Греции задерживала свой отход, странным образом ожидая, что СССР оставит болгарам контроль над греческими территориями, предоставленными им до того Третьим Рейхом. Командование Народно-освободительной армии Греции (ЭЛАС) готовилось силой выдворить болгар из Восточной Македонии и Фракии.
Но перед этим КПГ направило в Софию члена ЦК КПГ, Г. Эритриадиса, который встретился с маршалом Толбухиным.
Эритриадис информировал Толбухина о том, что ЭЛАС не потерпит дальнейшего пребывание оккупационных болгарских войск на греческой территории, независимо от перемен в Болгарии, и предпримет наступление против болгар, даже до освобождения Афин, что, по заявлению Эритриадиса, было бы «манной небесной» для Черчилля.
10 октября Толбухин приказал болгарским войскам покинуть греческую территорию.
ЭЛАС дал возможность беспрепятственно уйти болгарским частям. Но болгары, повинные в зверствах, были осуждены чрезвычайными трибуналами и расстреляны в местах содеянных ими зверств, в особенности в регионе Драма:740.
Нет информации, понёс ли наказание кто-либо из болгарских офицеров, повинных в расстреле в Кормисте.
В том что касается Кормисты, до своего ухода, болгары успели сжечь церковь Св. Иоанна постройки 1895 года и расстрелять ещё 3 жителя села.
Трое жителей Кормисты, вызвавших своих односельчан в 1941 году с горы Пангеон на расстрел, стали жертвами самосуда женщин села и были забиты камнями до смерти.

## Память

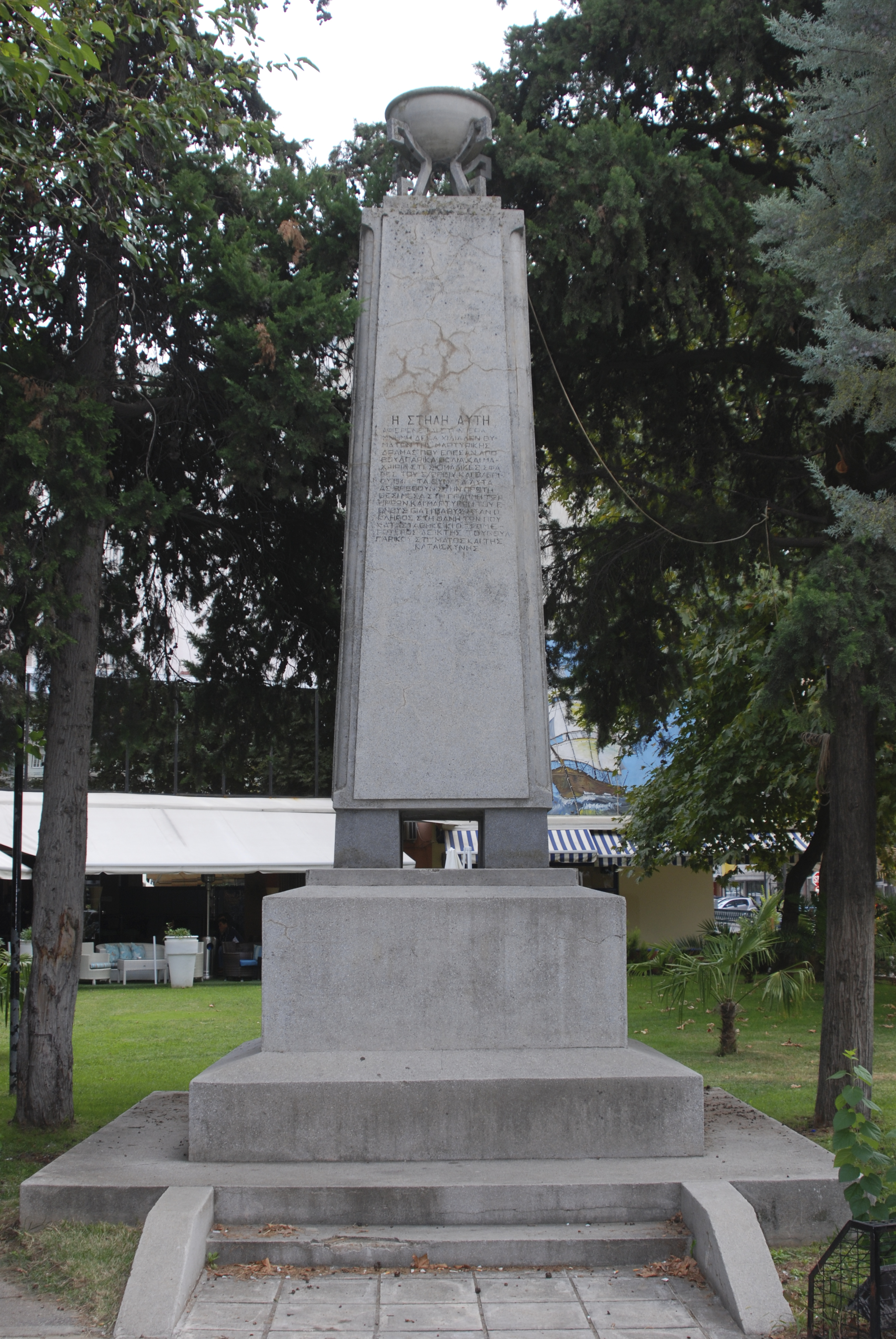
Памятник погибшим в ходе Драмского восстания против болгар 1941 года, город Драма

В Кормисте установлен памятник расстрелянным в 1941 году односельначанам. Ежегодно 1 октября совершаются церемонии памяти погибшим. Однако в отличие от представителей германских дипломатических миссий принимающих участие в аналогичных церемониях на местах военных преступлений Вермахта, представители болгарских дипломатических миссий избегают (как минимум до 2016 года) церемонии расстрелов как в Кормисте, так и Драме и Доксатон .